# Gabriel von Schiggar
Gabriel von Schiggar war ein zu Beginn des 7. Jahrhunderts wirkender Arzt im Sassanidenreich.
Gabriel wurde Leibarzt des persischen Großkönigs Chosrau II., auf den er offenbar einigen Einfluss ausübte. Er war auch ein enger Vertrauter der christlichen Lieblingsfrau Chosraus, Schirin, nachdem er ihr geholfen hatte, doch noch ein Kind vom König zu bekommen. Gabriel war ursprünglich ein Mitglied der von den persischen Großkönigen tolerierten und teils sogar geförderten Assyrischen Kirche des Ostens (oft falsch als „Nestorianer“ bezeichnet). Dann wurde er aber aufgrund einer Anklage wegen Bigamie exkommuniziert und konvertierte, mehr aus politischen als aus theologischen Gründen, zur so genannten „Jakobitischen Kirche“, der sich auch Schirin zuwandte.
Gabriel setzte sich in der Folgezeit eloquent für die „Jakobiten“ bzw. „Miaphysiten“ ein. Gabriels Heimatort Schiggar (besser bekannt unter dem Namen Singara), südlich von Nisibis gelegen, befand sich ohnehin in einer eher miaphysitisch geprägten Region. Die Jakobiten gewannen in diesen Jahren rasch an Einfluss, zumal die „Nestorianer“ mit inneren Problemen zu tun hatten, da Chosrau nach 608 keinen neuen Katholikos ernannt hatte. Manche Quellen behaupten, dass dies auch dem Einfluss Schirins und Gabriels zuzuschreiben sei. Ihr wohl größter Konkurrent am Hof war Chosraus „Finanzminister“ Yazdin, ein „nestorianischer“ Christ, der aber schließlich hingerichtet wurde.
Dennoch konnten sich die „Nestorianer“ letztendlich (wenn auch nur mit Mühe) behaupten, zumal Persien nach der Ermordung Chosraus im Jahre 628 im Chaos versank. Nachdem in den 630er Jahren die Islamische Expansion einsetzte und das Sassanidenreich bis 651 unterging, nahm auch die Zahl der Christen im Laufe der nächsten Jahre ab. Die christlichen Gemeinden in Mesopotamien, vorher recht zahlreich vertreten, gingen in islamischer Zeit zumeist unter.